# Hajmal

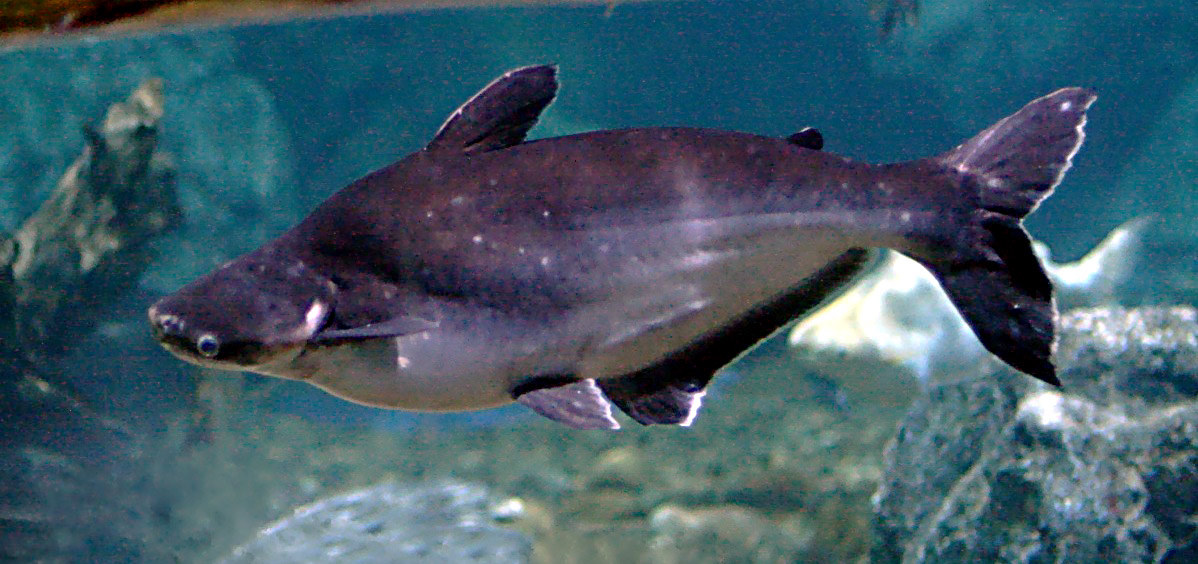
Pangasius hypophthalmus

Hajmal är den svenska handelsbenämningen och samlingsbeteckning på fyra arter av sötvattenslevande malartade fiskar som lever fritt i floder samt odlas i stora delar av Asien och USA (främst Pangasius bocourti, men även Pangasius pangasius, Pangasianodon hypopthalmus och Pangasius miconemus av familjen hajmalar).
Hajmal har en ganska platt filé och är vit i köttet. Ibland saluförs fisken under namnet "vietnamesisk sjötunga". Fisken är lämplig för storkök men ligger också ute på à la carte-menyer och finns även i dagligvaruhandeln. Hajmal avsedd som livsmedel är oftast odlad.
Hajmal importeras till Sverige från Vietnam, där den odlas i Mekongfloden. Detta uppmärksammades i Sveriges Radio i februari 2011.